# Sekula Drljević

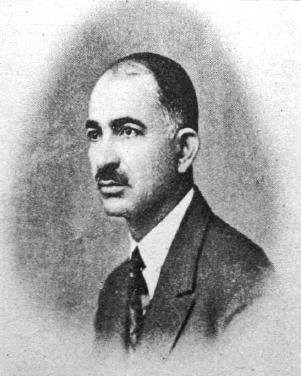
Sekula Drljević (um 1925)

Sekula Drljević (serbisch-kyrillisch Секула Дрљевић; * 7. September 1884 in Ravni zu Kolašin, Fürstentum Montenegro; † 10. November 1945 in Judenburg, Österreich) war ein faschistischer montenegrinischer Politiker und einer der bekanntesten Sympathisanten des Nationalsozialismus in Montenegro.

## Leben und Wirken
Sekula Drljević schloss sein Studium der Rechtswissenschaft in Zagreb ab und erlangte den Doktortitel. Danach war er Justiz- und Finanzminister des Königreichs Montenegro. Anfangs sah sich Drljević als montenegrinischer Serbe und befürwortete den Kriegseintritt Montenegros auf Seiten Serbiens in den Ersten Weltkrieg. Nach der Vereinigung Montenegros mit Serbien 1918, die Drljević als Okkupation betrachtete, übersiedelte er nach Kroatien, wo er mit faschistischen Gruppen um Ante Pavelić in Kontakt kam. Drljević entwickelte unter Einfluss kroatischer Faschisten die Idee einer eigenständigen montenegrinischen Nation kroatischen Ursprungs und setzte sich in Schriften fortan für ein selbständiges Montenegro, das in Union mit Kroatien und Albanien, das er ebenfalls als kroatisch betrachtete (gemäß einer von kroatischen Nationalisten vertretenen Theorie, wonach die Albaner Nachfahren eines legendären kroatischen Stammes wären), unabhängig sein sollte. Nach dem Balkanfeldzug der Achsenmächte wurde Drljević 1941 von Mussolini nach Montenegro geholt.
Drljević erklärte am 12. Juli 1941 das unabhängige Königreich Montenegro, was aber am Widerstand eines Aufstands der kommunistischen Partisanen sowie der serbisch-nationalen Tschetniks scheiterte.
Drljević verließ schon am 14. Juli Montenegro und kehrte zurück nach Kroatien, wo er als Propagandist in die Dienste Ante Pavelićs trat. Er war u. a. Redakteur des faschistischen Kampfblattes Graničar (Der Grenzwächter), in dem er den Kampf Adolf Hitlers pries, und gründete 1944 mit sieben Gleichgesinnten die Montenegrinische Volksversammlung, eine Art faschistische Exilregierung. Im gleichen Jahr versuchte er in seinem Buch Wer sind die Serben? mit wissenschaftlichen Methoden, die Serben als jahrhundertelangen Destabilitätsfaktor des Balkans darzustellen.
Seinen Standpunkt stellte Drljević wie folgt dar:

„Der Südosten ist kein einförmiger Raum, aus dem sich nach dem Ermessen jener, die ihm fremd sind, eine Einheit bilden liesse, oder auch eine solche Anzahl von Einheiten, wie sie fremden Interessen entsprechen würde. Die Länder, die gegen das Ägäische Meer gerichtet sind, trennen von den Ländern der Adria nicht nur Gebirgszüge, nicht nur die durch all' die vergangenen Jahrhunderte bewahrte Eigenständigkeit ihres staatlichen und nationalen Lebens, sondern auch die Verschiedenheiten der kulturellen Einflüsse, unter denen sich ihre geistige Einstellung entwickelt hat. [...]
Wie Montenegro, so haben auch die anderen Länder des europäischen Südostens ihre voneinander disparaten und scharf sich gegen einander abhebenden Eigenheiten, was unzweifelhaft beweist, dass sie auch in der neuen europäischen Ordnung besondere Einheiten bleiben müssen, wenn unerwünschte Konflikte und Erschütterungen vermieden werden sollen. Dass dieser Standpunkt richtig ist, beweist auch der unglückselige Versuch mit dem ehemaligen Jugoslawien und alles das, was in ihm geschah. [...]
Gleich vom ersten Anfang des Bestehens Jugoslawiens an begann aber ein Kampf auf Leben und Tod gegen die Belgrader Zentralherrschaft. In diesem Kampf taten sich Kroatien und Montenegro durch kompromisslose Entschiedenheit hervor.“

Am 10. November 1945 wurde Drljević zusammen mit seiner Frau Marija im DP-Lager von Judenburg (Österreich) ermordet. Die Tat wurde nie aufgeklärt; nach Vermutungen sollen beide von Tschetniks aus der Herzegowina oder jugoslawischen Agenten getötet worden sein. Er wurde in Klagenfurt bestattet.

## Nachleben
Von den montenegrinischen Unabhängigkeitsbefürwortern wird heute die Rehabilitation Sekula Drljevićs angestrebt, auch die jetzige Nationalhymne Montenegros ist eine von Drljević bearbeitete Version eines älteren Volksliedes aus dem 19. Jahrhundert.

## Schriften (Auswahl)
- Borba za carinsku, vojnu i diplomatsku uniju između Crne Gore i Srbije. Cetinje 1914.
- Централизам или федерализам [Zentralismus oder Föderalismus]. Zemun 1926 (serbisch).
- Balkanski sukobi : 1905.–1941. Putovi, Zagreb 1944.